# Menorca bajo dominio británico
Menorca bajo dominio británico es el periodo de casi un siglo —el XVIII— de la historia de Menorca durante el que esta isla del archipiélago de las Baleares (España) estuvo bajo la soberanía de Reino de Gran Bretaña, desde su conquista en 1708 por una escuadra anglo-holandesa en plena guerra de sucesión española —y que por el Tratado de Utrecht de 1713 pasó a soberanía británica, así como Gibraltar— hasta el Tratado de Amiens de 1802 en que volvió a la soberanía de la Monarquía de España, excepto durante la guerra de los Siete Años (1756-1763) que estuvo ocupada por los franceses y entre 1782 y 1798 en que volvió momentáneamente a soberanía española.
En total, entre 1708 y 1802 la isla estuvo 71 años bajo dominio británico, 15 años en dominio español y 7 años bajo dominio francés.

## Menorca durante la guerra de sucesión española

### El alineamiento del Reino de Mallorca con la causa austracista (1706-1708)
El 27 de septiembre de 1706 tuvo lugar la toma austracista de Mallorca cuando el Gran i General Consell del reino de Mallorca decidió rendirse ante la presencia en el puerto de Palma de una flota angloholandesa de la Gran Alianza que apoyaba al Archiduque Carlos en sus pretensiones a ocupar el trono de la Monarquía Hispánica frente al borbón Felipe V, que había sido designado como sucesor un mes antes de morir por el último rey de la Casa de Austria, Carlos II. Con el alineamiento del reino de Mallorca a favor de la causa austracista, todos los estados de la Corona de Aragón se habían decantado por el Archiduque, mientras que la Corona de Castilla apoyaba a Felipe V. Una semana antes había capitulado Ibiza.
Tras desembarcar en Mallorca, el conde de Savellà, ministro plenipotenciario del Archiduque Carlos, reunió al Gran i General Consell que aprobó las capitulaciones, entre las que figuraba la confirmación de «todos los privilegios, prágmáticas, franquezas» concedidos a la Ciudad y al Reino en tiempo de Carlos II. El 4 de octubre de 1706 el Archiduque fue proclamado rey de Mallorca con el título de Carlos III.
La noche del 11 de octubre tuvo lugar una insurrección austracista en Menorca iniciada en Ciudadela que se hizo con el control de toda la isla. Joan Miquel Saura fue nombrado gobernador por el conde de Savellà, quien juró en nombre de Carlos III los privilegios de la isla. Pero el dominio austracista duró solo tres meses, porque en cuanto la flota aliada abandonó las islas Baleares, se presentó una flota francesa en Mahón y recuperó Menorca para los borbónicos el 1 de enero de 1707. La represión contra los austracistas fue muy dura y se convirtió en una ola de terror cuando en febrero fue descubierta una nueva conspiración en favor de Carlos III el Archiduque. Treinta y tres personas fueron ejecutadas. En noviembre de 1707 el gobernador borbónico, el castellano Diego Leonardo Dávila, "suprimió los privilegios de la isla, restringió el sistema de representación y ordenó que los jurados mayores de las villas [equivalentes a los jurats del Reino de Valencia] fueran nombrados por el rey".
El 14 de septiembre de 1708 una flota anglo-holandesa al mando del almirante inglés John Leake bombardeó los fuertes de Menorca y desembarcó las tropas al mando del general inglés James Stanhope, que en nueve días se hicieron con el control completo de la isla de Menorca.
Así todo el Reino de Mallorca quedó bajo control austracista.

### El interés británico por Menorca y el Tratado de Utrecht de 1713

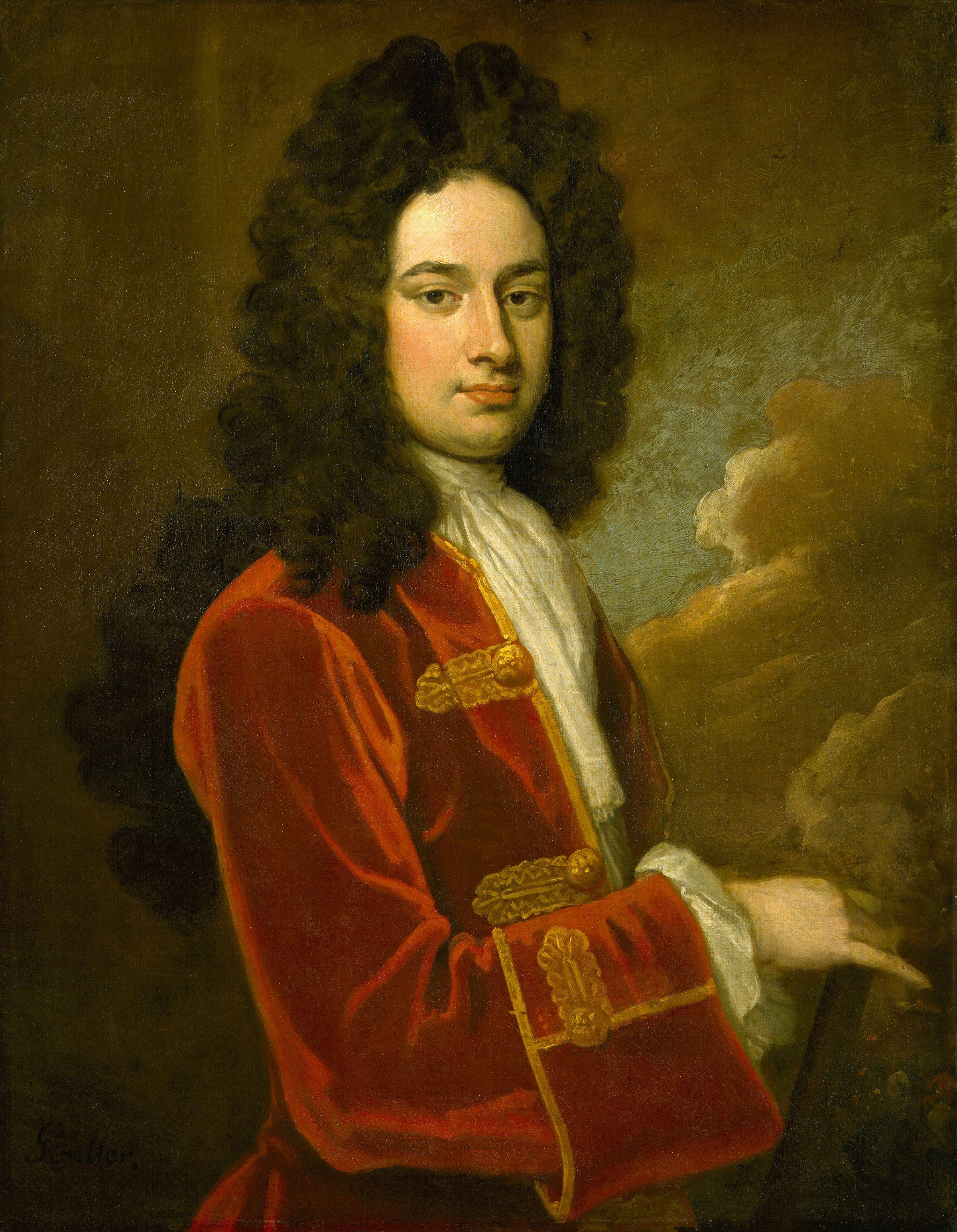
James Stanhope, conquistador de Menorca y autor de la propuesta de anexión a la Corona británica.

El propio James Stanhope, que había tomado Menorca en octubre de 1708, convenció a su gobierno de que se apropiara de la isla —dado el innegable valor estratégico que tenía para la flota británica que operaba en el Mediterráneo Occidental no solo la isla sino el magnífico puerto natural de Mahón— como compensación por el apoyo militar y económico prestado por Gran Bretaña al Archiduque Carlos —«lo que pedimos es tan natural que el mundo entero estima deberíamos quedárnoslo y se sorprenderá de nuestra modestia si no deseamos otra cosa», escribió—. Así el 18 de mayo de 1709 el propio Stanhope le escribió al Archiduque argumentando que con el fin de recuperar

el reembolso de grandes cantidades que han sido prestadas a V.M. y gastadas en esta guerra para colocar a V.M. sobre el trono de España, desea que la isla de Menorca sea puesta en custodia entre las manos de S.M. [británica] hasta la liquidación o abono de dicha deuda, y para que dicha majestad pueda disfrutar de la soberanía de dicha isla

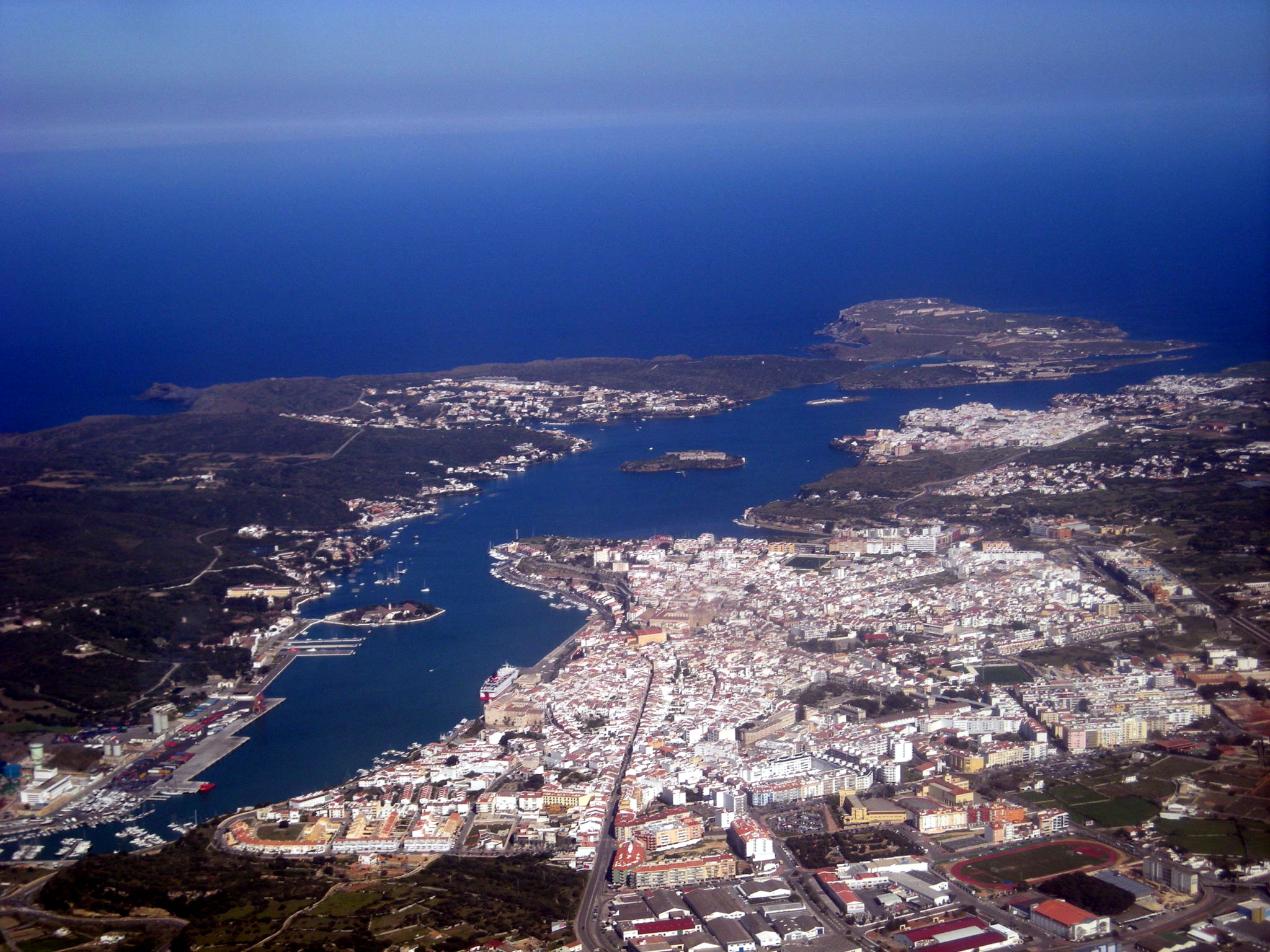
Vista de Mahón y de su puerto natural, en la actualidad

La respuesta negativa no se hizo esperar. El secretario de Despacho Universal, Ramón de Vilana Perlas, entre otras cosas le recordó a Stanhope el «solemne juramento» que había hecho Carlos III el Archiduque «en Cataluña, Aragón y Valencia de no desmembrar por cualquier motivo o pretexto de la Corona de Aragón las Islas Baleares, pues cuando el vínculo del juramento fuese disoluble, necesitaría siempre del consentimiento de los Reinos». Aunque se llegó a redactar un documento de venta de Menorca a la reina Ana de Inglaterra por valor de 200 000 doblones que era la cifra de la deuda que supuestamente tenía el Archiduque con Gran Bretaña, Stanhope no aceptó los requisitos que figuraban en él que eran casi imposibles de cumplir —como conservar la religión católica «sin novedad, ni alteración», o que los ministros fueran católicos, naturales de la isla o de los reinos de Aragón— y retiró de Barcelona un regimiento inglés que estaba a punto de entrar en combate, lo que mereció la reprimenda del rey Carlos III. Tampoco los holandeses apoyaban la pretensión británica.
Los británicos acabaron consiguiendo Menorca por otra vía. En las conversaciones secretas que mantuvieron con Luis XIV en las que ofrecieron poner fin a la Guerra de Sucesión Española y reconocer a Felipe V como rey de España a cambio de importantes concesiones, incluyeron la isla de Menorca y la plaza de Gibraltar. El acuerdo fue oficializado en el Tratado de Utrecht de 1713, por el que tanto Gibraltar como Menorca pasaron a la soberanía de Jorge I.

Artículo 10.El Rey Católico, por sí y por sus herederos y sucesores, cede por este tratado a la Corona de Gran Bretaña la plena y entera propiedad de la ciudad y castillo de Gibraltar, juntamente con su puerto, defensa y fortalezas que le pertenecen.[...]

Artículo 11. El Rey Católico, por sí y por sus herederos y sucesores, cede también a la Corona de la Gran Bretaña toda la isla de Menorca...

## Menorca británica

### El mantenimiento de las leyes, instituciones y lengua propia de Menorca
Como el interés británico por Menorca era estrictamente militar —tener una base naval en pleno Mediterráneo Occidental en el que Mahón constituía un excelente puerto natural, de ahí que pasara a ser la nueva capital de la isla frente a la aristocrática Ciudadela—, la Corona británica mantuvo las instituciones y leyes propias de Menorca, excepto la Inquisición española que fue abolida. Así los municipios continuaron siendo universitats gobernadas por los históricos jurats que representaban a los diferentes estamentos. En Ciudadela eran cuatro: un cavaller (noble), un ciutadá (burgués), un pagès (campesino) y un menestral (artesano).
La lengua propia siguió siendo la oficial y de uso público. "Contrastaba, por ejemplo, la Societat Maonesa de Cultura fundada en 1778 donde todo se hacía en catalán, con la Real Sociedad de Amigos del País del Reino de Mallorca fundada el mismo año en Palma que competía en celo con la Real Audiencia y con el obispado en materia de campañas sistemáticas de extirpación del «dialecto mallorquín» e imposición del castellano". Esto redundó en el florecimiento de la literatura en catalán en la isla con figuras como Joan Ramis i Ramis (1746-1841) o Antoni Febrer i Cardona (1761-1841) hasta tal punto que algunos estudiosos han llamado al último tercio del siglo XVIII el "periodo menorquín de la literatura catalana".
En el prefacio de una obra anónima —atribuida en la actualidad a Febrer i Cardona— titulada Principis Generals de la Llengua Menorquina se decía lo siguiente:

He titulado esta obra Principios Generales de la Lengua Menorquina no porque considere que esta lengua tenga su origen en Menorca, sabiendo muy bien que esta isla fue fundada por valencianos, catalanes, etc., los cuales trajeron aquí su lengua que es la misma que nosotros usamos... sino porque estando hecha en Menorca y por un menorquín esta adecuada a la pronunciación que se usa en esta isla, que en ciertas palabras es diferente de la valenciana, catalana y mallorquina

Esta política les ganó a los británicos el apoyo de los menorquines, como lo prueba el hecho de que en 1778, en el inicio de una nueva guerra contra las Monarquías borbónicas de Francia y de España, aliadas por el pacto de familia, el gobernador James Mostyn concediera la patente de corso a 56 naves menorquinas, que armadas con más de 500 piezas de artillería y con dos mil hombres a bordo, capturaron 236 embarcaciones. En 1740, durante la Guerra de Sucesión de Austria ya se habían concedido patentes de corso a barcos menorquines que lograron apresar 52 naves.

### El gobierno británico de la isla

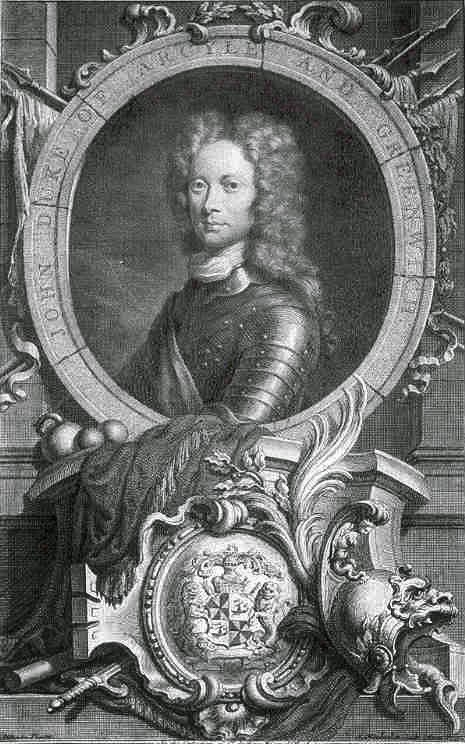
Sir Richard Kane, primer gobernador británico de Menorca

El primer gobernador británico fue sir Richard Kane, que estuvo en el cargo entre 1712 y 1736, en los que dejó un legado de entidad. Entre las obras que impulsó destaca la construcción de la carretera entre Mahón y Ciudadela, el camí d'en Kane o Kane Road. Otras aportaciones fueron el desecamiento de muchos aiguamolls, zonas pantanosas, o la introducción en la isla del cultivo de la trepadella ('esparceta') y otras plantas forrajeras, como una variedad de manzana todavía hoy se llama poma d'en Kane. Asimismo, la presencia de la guarnición y de flota británica acabó con las incursiones de los piratas berberiscos, del norte de África, con lo que la población a partir de entonces pudo instalarse en la costa sin temor a ser atacada.
Uno de los problemas al que tuvieron que hacer frente los gobernadores británicos fue la oposición del clero menorquín a la tolerancia hacia las creencias no católicas que profesaban los propios ingleses —anglicanos— y las minorías griega —ortodoxos— y judía establecidas en Menorca durante los años del dominio británico.

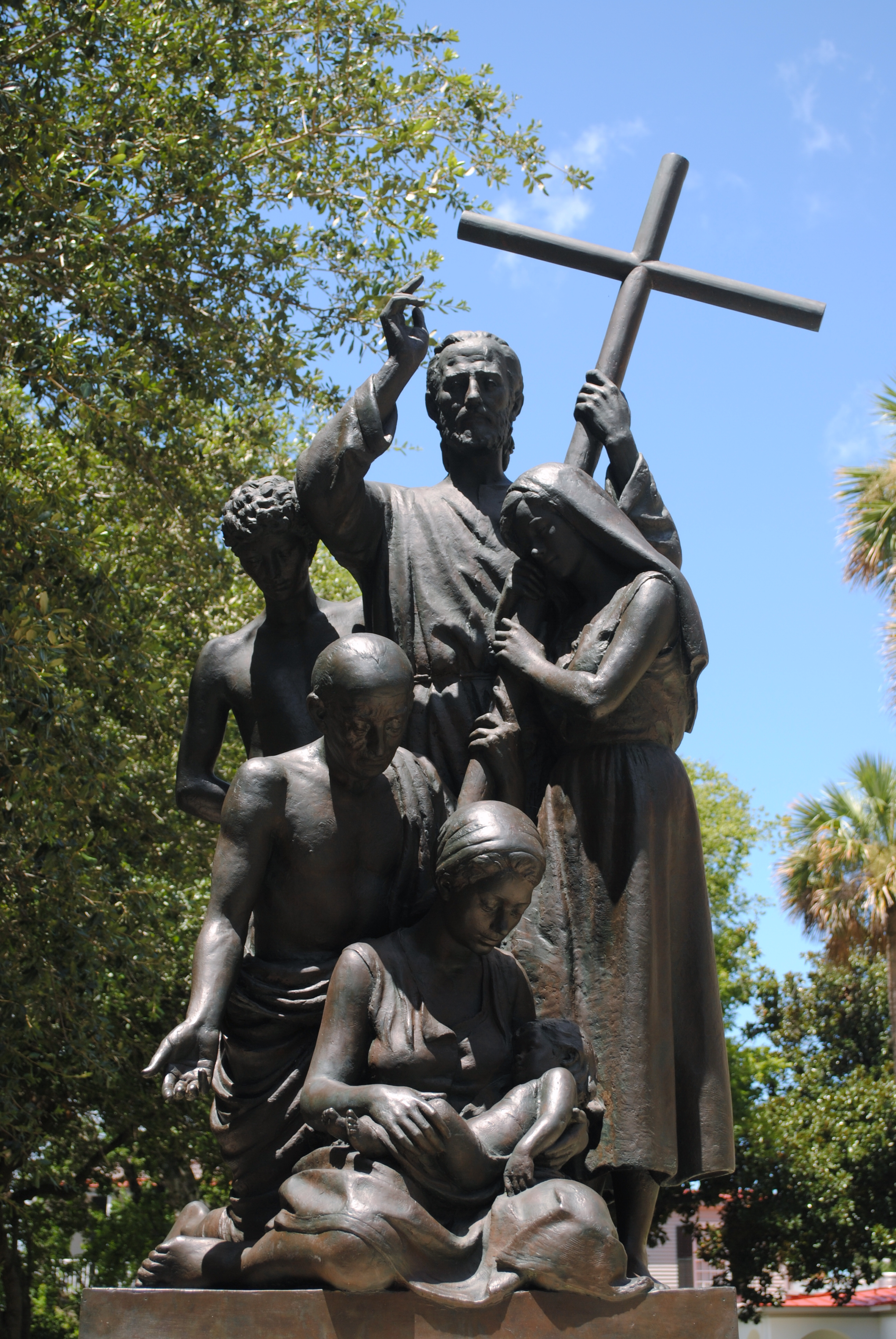
Estatua del sacerdote Pere Camps Janer de Es Mercadal en San Agustín, Florida.

La obtención de la soberanía británica de La Florida (1763) supuso la creación de la colonia de Nueva Smyrna (1768-1777) sobre la concesión otorgada a Andrew Turnbull. La mayoría de los 1.400 colonos, que viajaban en régimen de servidumbre no abonada, eran menorquines, dando lugar a la variedad de menorquín de Florida. Las precarias condiciones en las que vivían los colonos y los abusos por parte de Turnbull fueron denunciados el sacerdotes Pere Camps y el agustino Bartomeu Casasnovas.
Durante el dominio británico Menorca pasó de 16 000 habitantes en 1723 a más de 31 000 en 1790, la mitad de los cuales eran los de la capital Mahón, y experimentó un importante expansión agrícola y ganadera —el gobernador Kane también importó rebaños de Cerdeña y del norte de África—. Se pasó del monocultivo del trigo a una agricultura diversificada, con el cultivo de verduras, legumbres y viñas y la producción de vino, que en su mayor parte eran consumidos por los 3000 soldados de la guarnición británica. En cuanto a la ganadería se duplicó el número vacas, se multiplicó por diez el de cerdos y las exportaciones de lana pasaron de 487 quintales en 1775 a 1600 en 1784. También se desarrolló una marina mercante que comerció con trigo comprado en Levante, África del Norte y el Mar Negro, que luego vendía en los puertos del Mediterráneo Occidental, junto con muebles de fabricación menorquina influidos por los estilos ingleses. Estos barcos en tiempo de guerra eran reconvertidos en barcos corsarios.

### El último período de la dominación británica y la vuelta definitiva a la soberanía española (1798-1802)

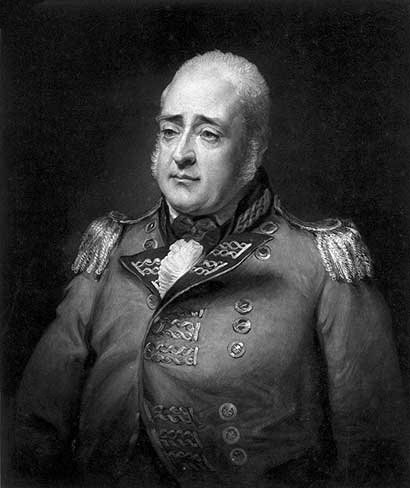
Henry Edward Fox, último gobernador británico de Menorca

Entre 1782 y 1798 Menorca estuvo bajo soberanía española, hasta que el 7 de noviembre de 1798, en una nueva guerra contra Gran Bretaña, las fuerzas del general Charles Stuart desembarcaban en la isla y derrotaban a la guarnición española, compuesta por unos 3500 soldados y 150 oficiales que fueron transportados por los vencedores a la península.
Stuart por motivos de salud regresó a Inglaterra a mediados de 1799, siendo sustituido por el general St. Clair Erskine. El nuevo gobernador reclamó la presencia en Menorca de la flota británica al mando del almirante Nelson que se encontraba en Sicilia después de haber derrotado a los franceses en la batalla de Abukir. Nelson envió seis navíos de línea al mando del contraalmirante Thomas Duckworth y luego acudió él personalmente en octubre de 1799, alojándose durante la semana que estuvo en la isla en la Golden Farm ('Quinta de Oro') —que en la actualidad constituye uno de los principales atractivos turísticos de la isla—. Poco después St. Claire Erskine fue sustituido por el general Henry Edward Fox, quien al ser nombrado comandante de las fuerzas británicas en el Mediterráneo trasladó su cuartel general a la isla de Malta.
Por esas mismas fechas Napoleón se hacía con el poder de la República Francesa tras el golpe de Estado del 18 de brumario (noviembre de 1799). Al año siguiente Napoleón obtenía frente al Imperio Austríaco dos resonantes victorias —batalla de Marengo y batalla de Hoenliden— lo que obligó al emperador a firmar la Paz de Luneville en febrero de 1801. Entonces Napoleón le propuso poner fin a la guerra a Gran Bretaña, que se había quedado sola en la lucha contra la Francia revolucionaria y que, como ésta, estaba agotada después de diez años de guerra. El tratado de paz se firmó en el ayuntamiento de la ciudad francesa de Amiens, el 27 de marzo de 1802. Según lo estipulado en el Tratado la Monarquía de España de Carlos IV, aliada entonces de Napoleón, recuperó la soberanía sobre Menorca, a cambio de que la isla caribeña de Trinidad, conquistada por los ingleses en 1797, pasara a dominio británico.

"Los ingleses encontraron en la isla de Malta unas condiciones similares a las de Menorca, es decir, un magnífico puerto muy bien situado en el Mar Mediterráneo. Así fue como se olvidaron de Menorca y ubicaron en Malta la base de su escuadra para seguir dominando el Mediterráneo." Francisco Fornals

Menorca, al volver a la soberanía española, perdió sus instituciones de autogobierno y en su lugar se impuso el centralismo a través de Palma de Mallorca; el catalán dejó de ser la lengua oficial para serlo el castellano; fue suprimida la libertad de comercio y Mahón dejó de ser un puerto franco; los menorquines perdieron la exención de servir en el Ejército y en la Marina que habían conservado, no sin dificultades, bajo la dominación británica; y al desaparecer la flota británica volvió la amenaza de los piratas berberiscos del norte de África. En la tarea de la castellanización destacó el obispo Juano, que llegó a la isla en 1803 con la misión de re cristianizar a los menorquines que estarían presuntamente «contaminados» por el contacto con los «herejes» ingleses.

## El legado británico en Menorca

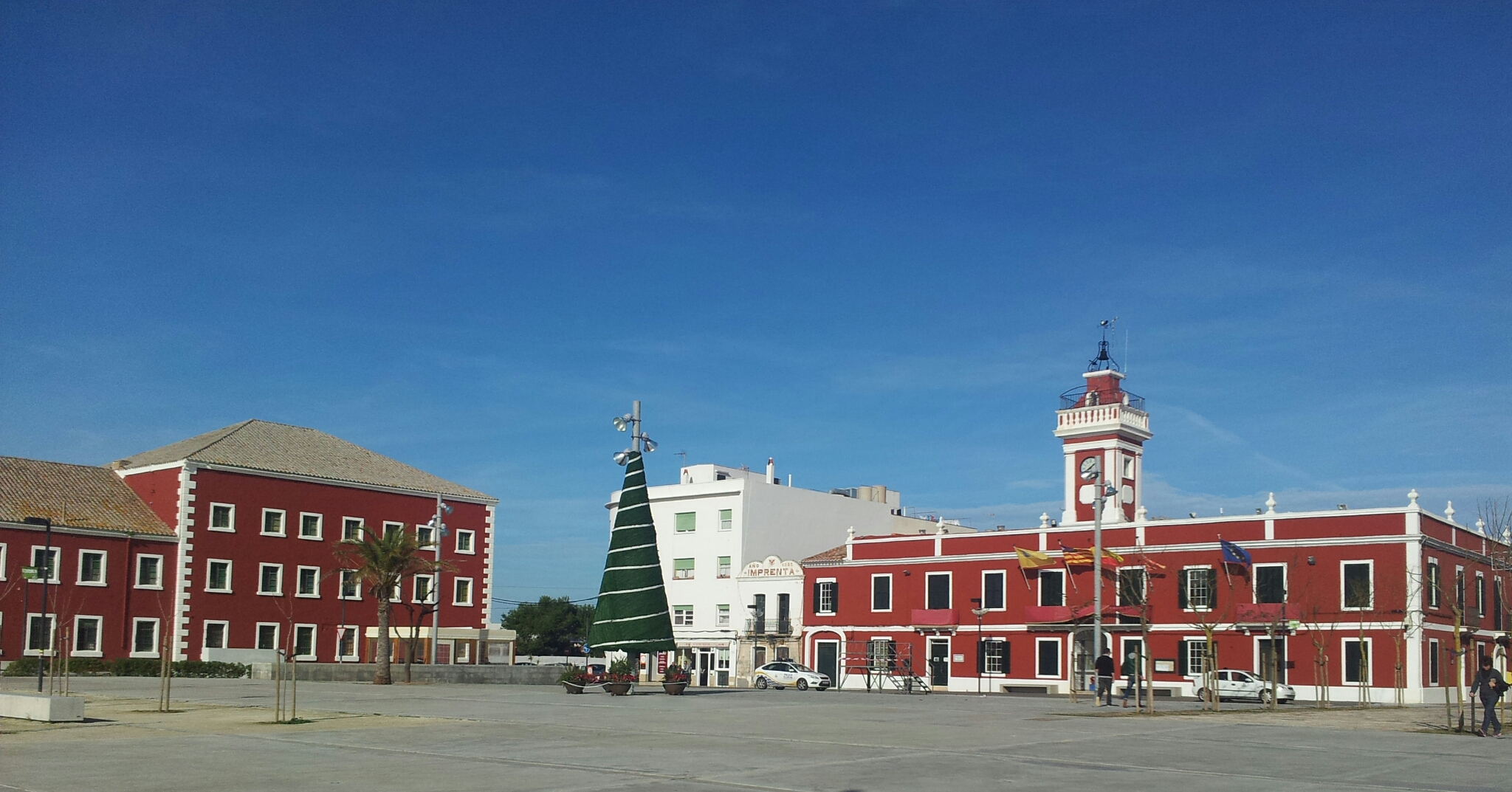
Plaza de la Explanada y Ayuntamiento de Villacarlos, ciudad fundada por los británicos con el nombre de Georgetown.

Una de las huellas más importantes de la dominación británica se encuentra en la arquitectura. Los británicos fundaron la ciudad de Georgetown —hoy Villacarlos, (en catalán 'Es Castell', 'El Castillo')— a la entrada del puerto natural de Mahón y en la que se conservan edificios construidos según el estilo georgiano del siglo XVIII inglés. Asimismo es muy frecuente encontrar en las casas menorquinas, especialmente en Mahón, las típicas ventanas de guillotina inglesas o las tribunas llamadas boínders' ('bow window').
Otro de los legados más notables se encuentra en el vocabulario y las expresiones del catalán de la isla, que contiene docenas de anglicismos:

moguin o mòguini ('mahoganny': caoba);

tornescrú y escrú ('screw': destornillador);

grevi ('gravy': salsa);

ull blec (de 'black': ojo morado);

fitim ('fighting': lucha, pelea);

miledi ('milady': señora de piel pálida, generalmente inglesa);

ox (interjección para guiar a las vacas);

fingles ('fingers': dedos);

quatre mens i un boi ('men', 'boy': hay pocas personas, sólo cuatro gatos);

no val quatre penis ('penny' [penique]: no vale un real);

fer un trinqui ('drink' [beber]: echar un trago).

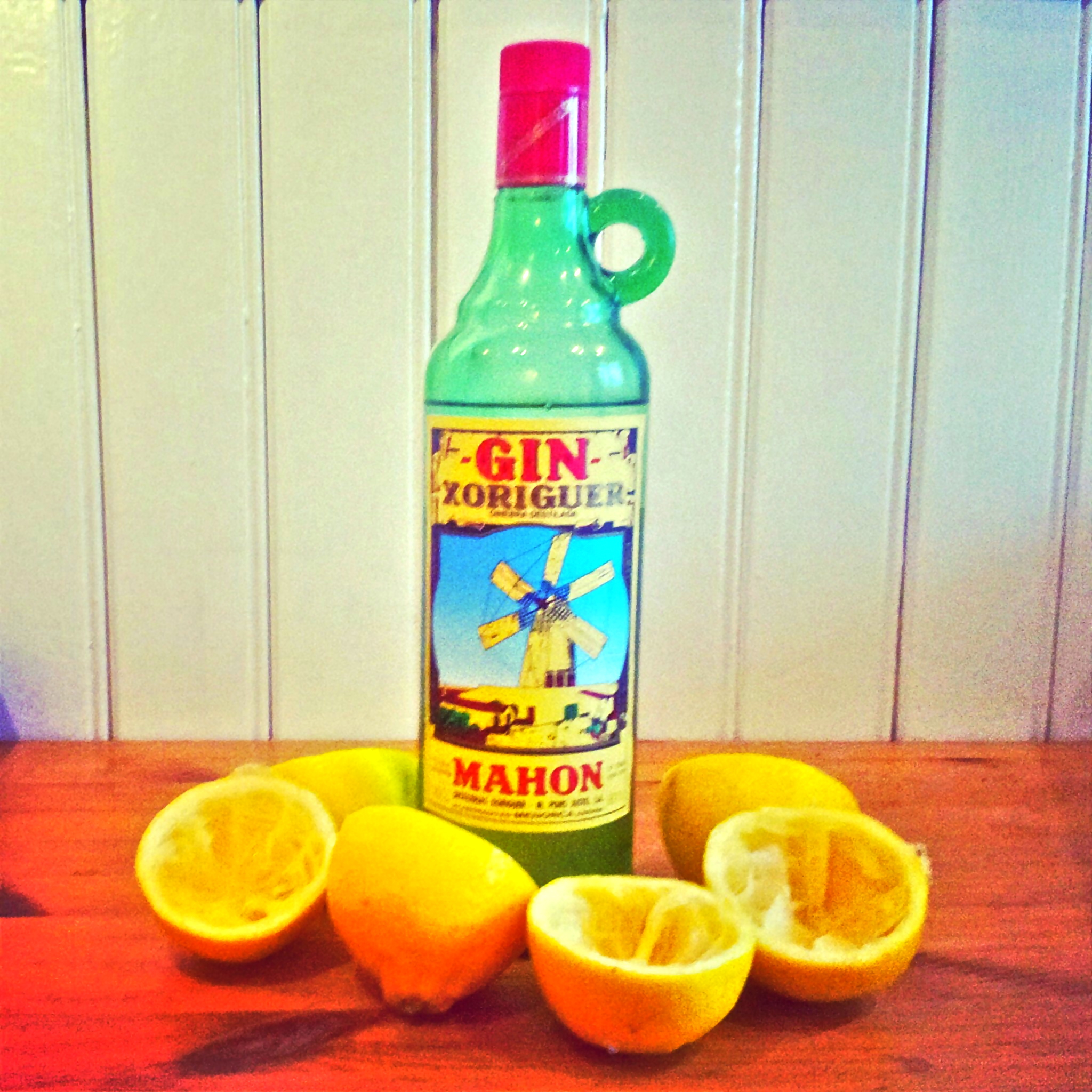
Ginebra de Menorca

También se puede encontrar la huella británica en las costumbres y en la gastronomía. El día de las bromas (el dia d'enganyar) no es el 28 de diciembre como en el resto de España sino el 1 de abril, como en Inglaterra. El consumo de ginebra está muy extendido —sobre todo en Mahón—, existiendo un gin local, que en muchas ocasiones se toma mezclado con limonada, dando lugar a la llamada pomada.

## Memoria histórica
El escritor catalán Josep Pla afirmó que «es muy posible que aquella dominación británica encuadre uno de los períodos de tiempo en que Menorca ha vivido mejor». En las cercanías de Mahón se levantó un monumento en memoria del gobernador sir Richard Kane, «uno de los mejores administradores británicos que tuvo la isla menorquina».
En 2002 el gobierno de José María Aznar (del Partido Popular) pretendió celebrar en Menorca el segundo centenario del Tratado de Amiens por el que la isla retornó a la soberanía española con una parada militar británica y española que presidiría el rey Juan Carlos I —a celebrar en la misma explanada del castillo de San Felipe donde doscientos años antes tuvo lugar el traspaso de poderes de los británicos a los españoles—, pero el Consejo Insular de Menorca se opuso porque según su portavoz, el consejero de Cultura Josep Portella (de Esquerra de Menorca), «no hay nada que celebrar ni conmemorar este año con motivo del bicentenario de la Paz de Amiens» ya que tuvo consecuencias negativas para Menorca «en los ámbitos económico, social, cultural y de país» y supuso una pérdida de libertad y de bienestar.

## Resumen de periodos de ocupación y lista de gobernadores británicos de Menorca
Primer periodo de dominio británico (1708-1756)
Conquista inglesa tras la toma de Menorca (1708) y confirmado por el Tratado de Utrecht de 1713
- 1708-1711: James Stanhope
- 1711-1713: John Campbell, duque de Argyll
- 1713-1714: Charles Mordaunt, conde de Peterborough
- 1714-1716: John Campbell,
- 1716-1718: George Carpenter, barón de Carpenter
- 1718-1719: George Forbes, conde de Granard
- 1720-1736: Richard Kane
- 1737-1742: Algernon Seymour, conde de Hertford
- 1742-1747: John Dalrymple, conde de Stair
- 1747-1756: James O'Hara, barón de Tyrawley

Ocupación francesa (1756-1763)
Conquista francesa tras la batalla de Menorca (1756) y el sitio del Fuerte San Felipe (1756), devuelta al gobierno inglés por el Tratado de París (1763)
Segundo periodo de dominio británico (1763-1782)
- 1763-1766: Sir Richard Lyttelton
- 1766-1768: Sir George Howard
- 1768-1778: John Mostyn
- 1778-1782: James Murray

Vuelta a la soberanía española (1782-1798)
Conquista hispano-francesa tras la Toma de Menorca (1782) y confirmación de la anexión a España por el Tratado de París (1783). Por esta recuperación territorial se celebra cada año en España el 6 de enero la Pascua Militar.
Tercer periodo de dominio británico (1798-1802)
Conquista inglesa tras la Toma de Menorca (1798)
- 1798-1800: Charles Stuart, barón de Stuart de Rothesay
- 1800-1802: Henry Edward Fox

Vuelta a la soberanía española (1802-presente)
Devolución de la isla a España por parte del Reino Unido por el Tratado de Amiens (1802)

## Película
- El vent de l'illa (El viento de la isla), de Gerardo Gormezano (1988).

- Datos: Q14928355